# 根本拓也
根本 拓也（ねもと たくや、1963年4月23日 - ）は、日本放送協会の報道局長、NHKグローバルメディアサービス代表取締役社長を経て、日本放送協会理事。

## 略歴
- 茨城県出身[1]
- 1987年3月、一橋大学社会学部卒業[1]
- 1987年4月、NHKへ入職[1]
- 1987年5月、NHK山形放送局放送部[1]
- 1992年7月、NHK報道局ニュースセンター経済部[1]
- 2001年7月、NHK福岡放送局放送センター放送部[1]
- 2002年6月、NHK福岡放送局放送センター放送部記者[1]
- 2004年6月、NHK報道局取材センター経済部記者[1]
- 2011年6月、NHK報道局取材センター経済部専任部長[1]
- 2013年6月、NHK報道局取材センター経済部長[1]
- 2016年6月、NHK報道局総務部長[1]
- 2017年6月、NHK報道局編集主幹[1]
- 2018年6月、NHK経営企画局専任局長[1]
- 2020年4月、NHK報道局長[1]
- 2021年6月、NHKグローバルメディアサービス代表取締役社長[1]
- 2023年4月、NHK理事（経営企画統括、情報システム統括）[2][3][4]